# Dijon Thompson
Dijon Lynn Thompson (Los Angeles, 23 febbraio 1983) è un ex cestista statunitense.

## Carriera
È stato selezionato dai New York Knicks al secondo giro del Draft NBA 2005 (54ª scelta assoluta).

## Palmarès

### Squadra
- Coppa di Russia: 1

Spartak San Pietroburgo: 2010-11
- Coppa di Lega israeliana: 1

Hapoel Gerusalemme: 2009

### Individuale
- All-Eurocup Second Team: 1

Hapoel Gerusalemme: 2009-10
- All-Eurocup First Team: 1

Niznij Novgorod: 2013-14